# Тодорова, Елена
Елена Тодорова (болг. Елена Тодорова, родилась 1 июля 1994 года в Тырговиште) — болгарская гимнастка (художественная гимнастика), чемпионка мира 2011 года, участница летней Олимпиады 2012 года в Лондоне.

## Биография
Училась в 166-м спортивном училище имени Васила Левски, гимнастикой занималась с 4 с половиной лет, с 2005 года выступала за клуб «Левски». Тренировалась под руководством Илияны Раевой, в составе болгарской сборной выиграла чемпионат мира 2011 года в упражнении с 3 лентами и 2 обручами, а также взяла бронзовые медали на том же чемпионате в групповом многоборье и в упражнении с 5 мячами; в 2010 году стала бронзовым призёром чемпионата мира в Москве в упражнении с 5 обручами. Своим кумиром в спорте называла Анну Бессонову.
В 2012 году Елена стала двукратной призёркой чемпионата Европы в Нижнем Новгороде, завоевав серебряную медаль в упражнении с 3 лентами и 2 обручами и бронзовую в упражнении с 5 мячами. При этом она выступала с травмой, решив прооперироваться только после чемпионата Европы. На летних Олимпийских играх 2012 года выступала в групповом многоборье, с командой заняла 6-е место. После Олимпиады решила не готовиться к следующим играм и завершила карьеру гимнастки.